# Рижак Михайло Михайлович
Михайло Михайлович Рижак (10 березня 1927, Харків — 25 березня 2003, Москва) — український радянський спортсмен (водне поло). Бронзовий призер Олімпіади 1956 року.

## Біографія
Народився 10 березня 1927 року в Харкові, України. Займався водним полом. Воротар. Заслужений майстер спорту (2001). Заслужений тренер СРСР.
Закінчив ГЦОЛІФК (1952). Почав грати в Тбілісі. В «Динамо» (Тбілісі) — 1944-49, «Динамо» (Москва) — 1950-59, «Труд» (Московська область) — 1960-64. Чемпіон СРСР (1955, 1957-59), 2-й призер чемпіонатів СРСР (1950, 1953, 1954), 3-й призер чемпіонату СРСР (1952).
У збірній СРСР — 1953-57. Бронзовий призер Олімпійських ігор (1956).
Переможець Спартакіад народів СРСР (1956, 1959) у складі збірної Москви. Переможець Міжнародних спортивних ігор молоді (1953), переможець міжнародного турніру «Кубок Італії» (1957). Старший тренер МГУ (Москва) — 1966-83. Під його керівництвом команда МДУ стала чемпіоном СРСР (1972-74, 1979), 2-м призером чемпіонатів СРСР (1964, 1971, 1975, 1977, 1980, 1981, 1983), 3-м призером чемпіонатів СРСР (1968—1970), володарем Кубка СРСР (1971, 1972), володарем Кубка Європейських чемпіонів (1973) і володарем Кубка володарів Кубків (1976).
Кандидат педагогічних наук. Професор. Нагороджений Почесним срібним знаком Міжнародної федерації плавання (ФІНА). Помер в 2003 році.